# День России
День Росси́и (до 2002 года — День принятия Декларации о государственном суверенитете Российской Федерации) — государственный праздник Российской Федерации. Отмечается 12 июня — в день принятия в 1990 году Декларации о государственном суверенитете РСФСР. Установлен в 1992 году (нерабочий день с 1991 года). В День России в Кремле президент России вручает государственные премии Российской Федерации. В Москве на Красной площади проходят торжества, которые завершаются праздничным салютом.

## История

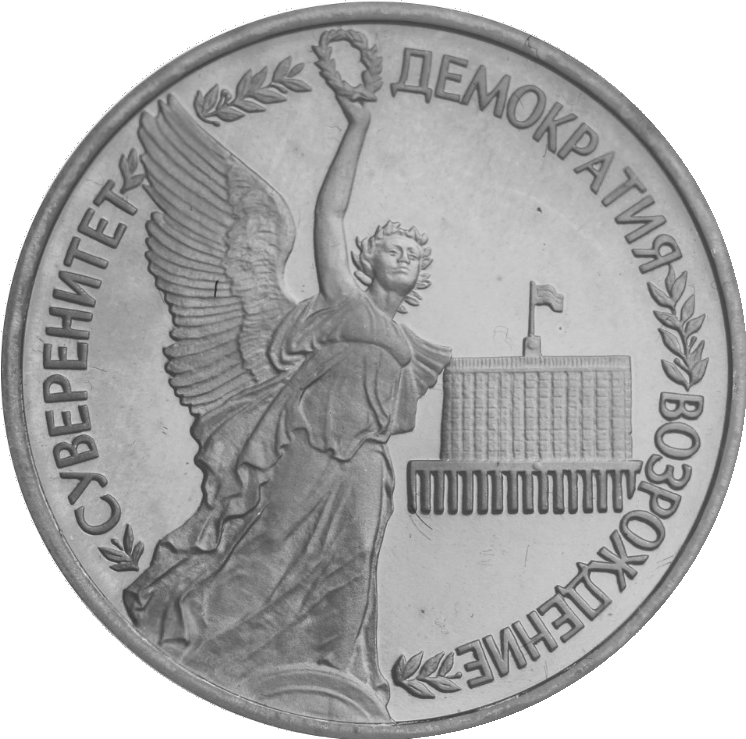
Памятная монета (1 рубль) по случаю годовщины государственного суверенитета России, выпущенная 10 июня 1992 года

Лента в цветах флага России, используемая 12 июня

12 июня 1990 года на первом съезде народных депутатов РСФСР была принята Декларация о государственном суверенитете РСФСР. Решение позволило российскому Верховному Совету получить больше власти от центрального аппарата СССР. Ельцинские демократы надеялись ослабить Горбачёва и ускорить реформы, увеличить свой политический вес. Многие считали, что РСФСР была ущемлена центром.
В 1991 году 12 июня был объявлен нерабочим днём в честь годовщины провозглашения суверенитета, а также для стимулирования явки избирателей на выборах президента РСФСР, прошедших в этот день. На выборах победил Б. Н. Ельцин. День 12 июня затем стал праздничной датой с 11 июня 1992 года по постановлению Верховного Совета Российской Федерации как «День принятия Декларации о государственном суверенитете Российской Федерации». 25 сентября того же года были внесены соответствующие изменения в Кодекс законов о труде.
Первые годы праздник позиционировался как «День независимости России». В частности, именно так его назвал Б. Н. Ельцин в своём телевизионном обращении к россиянам 11 июня 1993 года. Формулировка «День России / День независимости России», которая встречалась в опросе ВЦИОМ 2021 года по поводу праздника, не вполне точна. Названию «День независимости России» способствовали обстоятельства принятия декларации. Документ выражал намерение руководства республики «создать демократическое правовое государство в составе обновленного Союза ССР».
12 июня 1997 года Борис Ельцин предложил переименовать праздник в «День России». Официально изменение названия произошло в 2002 году, когда вступил в силу новый Трудовой кодекс РФ.

## Оценки и опросы
Критики Бориса Ельцина использовали двусмысленность праздника для искажения его смысла. Демократический обозреватель Виталий Третьяков в 1994 году указывал на абсурдность применения понятия «независимость» к России, так как «у бывших колоний есть дни независимости, но у бывших колонизаторов нет». В понимании Третьякова 12 июня было началом коллапса — коммунисты и националисты видели событие как шаг к распаду СССР. Они называли 12 июня «днем независимости власти от народа»; по их мнению, с 1991 года Россия продалась Западу. Борис Ельцин же винил в распаде августовский путч 1991 года и своих предшественников.
По-настоящему РСФСР вышла из СССР не 12 июня 1990 года, а полтора года спустя, в декабре 1991 года. 12 декабря 1991 года Верховный Совет РСФСР ратифицировал Беловежские соглашения и денонсировал Союзный договор 1922 года. РСФСР юридически вышла из СССР 12 декабря 1991 года. 24 декабря 1991 года  РСФСР заняла место СССР на международной арене. В декабре 1991 года Россию начали признавать независимым государством другие страны, например 25 декабря 1991 года президент США Джордж Буш объявил об официальном признании Соединенными Штатами независимости России, а также Украины, Беларуси, Армении, Казахстана и Кыргызстана. 
Примерно 70% населения России относилась к распаду СССР негативно, поэтому праздник стал спорным и не получил популярности. Российские демократы признали праздник, однако консерваторы и коммунисты с ними не соглашались. Некоторым россиянам казалось странным праздновать распад СССР и реформы правительства Ельцина.
Председатель ВС России Хасбулатов, поставивший на голосовании в 1992 году в парламенте постановление о том, чтобы 12 июня отмечать праздничным и выходным днем, сам не считал этот день праздником. О том, что день станет выходным, было объявлено Президентом Ельциным еще до этого голосования. Депутат Сергей Шахрай, принимавший участие в голосовании, рассказывал, что для него осталось загадкой, почему на том голосовании праздник назвали «Днем независимости». Ведь слова «независимость» в документе не было. Шахрай воздержался от того, чтобы поднять руку за тот закон, но и против не голосовал. Александр Руцкой был против того, что бы 12 июня считали праздником, и тем более называли Днём независимости, он предлагал отмечать День России в день Конституции, но Президент России Ельцин эту идею не поддержал.
Количество горожан, воспринимающих этот день как праздник, изначально было небольшим, однако со временем этот показатель существенно увеличился. Например, в 2005 году лишь 15 % россиян называли его праздником, а в 2014 году — 29 %. При этом число людей, получающих выходной на работе, сократилось: в 2005 году этот показатель составлял 73 %, в 2014 году он составил 60 %, а к 2015 году упал до 42 %.
По мнению культуролога Натальи Завьяловой, для россиян «день независимости» — новое понятие из американской культуры, не нашедшее у них особого понимания. Исследователь оценивает название «день независимости» как ошибочное, но тем не менее вызванное намеренной привязкой названий российских праздников «в англосаксонский культурный дискурс».
В ходе социологического опроса, проводившегося Левада-Центром с 1991 по 2016 год, с названием «День независимости России» праздник ассоциировали от 65 % респондентов в 2003 году (максимум) до 29 % в 2016 году (минимум).
12 июня 2025 года президент РФ Владимир Путин заявил, что видит смысл Дня России в бессмертии русского народа «всех народов нашей многонациональной страны и нашего государства, нашей Родины — России».

## Другие события
- В этот же день в 1991 году прошли выборы президента РСФСР, на которых победил Борис Ельцин.
- 12 июня (30 мая по старому стилю) Русская православная церковь отмечает рождество святого благоверного Александра Невского, великого князя Владимирского, Новгородского и Киевского[29].